# Pferdebrot
Als Pferdebrot bezeichnet man Brot nach verschiedenen Eigenschaften wie Form, Zutaten, Alter und Verwendung als Lebens- oder Futtermittel.

## Sauerland
Im Sauerland war Pferdebrot eine gebräuchliche Brotsorte. Weizenkleie und Roggenschrot wurden zusammen mit Sauerteig angesetzt, um danach eine Nacht zu gehen. Der geknetete Teig kam in mit Rüböl ausgestrichene Eisenkästen. Das Brot verblieb etwa 20 Stunden im Backofen, dessen Türen mit Lehm abgedichtet waren.

## Ersatzfuttermittel für Pferde
Bereits im 18. Jahrhundert wurden Pferde in England mit Pferdebrot gefüttert. Mitte des 19. Jahrhunderts begannen Versuche der preußischen Armee mit verschiedenen Futterkuchen, ab 1876 testete das russische Militär zwiebackartiges Pferdebrot für Militärpferde, das aus Hafer, Erbsenmehl, Gerstenmehl, Leinsamenmehl und Speisesalz bestand. 1886 berichtete Carl Dammann von Pferdebrotbäckereien in Rummelsburg und Marienfelde, durch den Zusatz von Häcksel sei das Brot für den Menschen ungenießbar gemacht worden. Spätere Versuche Anfang des 20. Jahrhunderts ergaben, dass die Einsparung von Futtermitteln wie Hafer nicht eingetreten war und teilweise zu Abmagerungserscheinungen bei Pferden geführt habe.

## Belege
1. ↑  Hinrich Siuts: Bäuerliche und handwerkliche Arbeitsgeräte in Westfalen. Die alten Geräte der Landwirtschaft und des Landhandwerks 1890–1930. Aschendorff, Münster 1982, ISBN 3-402-04126-X, S. ?
2. ↑  Bernemann, S. 103.
3. ↑  Bernemann, S. 118.
4. ↑  Bernemann, S. 119.